# 沈志超
沈志超（1952年—），香港出版業人物、2016年立法會選舉香港島直選候選人，基督教天道書樓經理和前漢語聖經協會總幹事。
他在2016年香港立法會選舉香港島直選得1,654票落選。

## 簡歷
沈志超為信仰參選，期望非牟利機構工作經驗，套用其價值觀在政府體制、退休方案等政策中。

## 外部連結
- 沈志超競選網站
- 沈志超的Facebook專頁